# Liste der Europameister im Zweier-Kunstradfahren der Frauen
Liste der Europameister im Zweier-Kunstradfahren der Frauen
Neuauflage der Europameisterschaft ab 2018.
| Jahr | Ort der Europameisterschaft | Gold                            | Silber                                 | Bronze                                  |
| ---- | --------------------------- | ------------------------------- | -------------------------------------- | --------------------------------------- |
| 2018 | Wiesbaden                   | Lena Bringsken / Lisa Bringsken | Caroline Wurth / Sophie Marie Nattmann | Nathalie Steinemann / Irina Christinger |